# جبال الألب الشفابية
جبال الألب الشفابية ()، وبشكل أقل جبال الألب الجورية ()،
هي سلسلة جبال منخفضة في ولاية بادن-فورتمبيرغ الألمانية. يبلغ طولها 220 كيلومترا من الجنوب الغربي إلى الشمال الشرقي وعرضها يتروح بين 40 إلى 70 كيلومتر. سميت السلسلة على اسم منطقة شفابيا. جيولوجيا جبال الألب الشفابية في معظمها من الحجر الجيري التي كونت قاع البحر خلال العصر الجوراسي. إنحسر البحر قبل 50 مليون سنة. ثلاث طبقات مختلفة من الحجر الجيري فوق بعضها البعض شكلت سلسلة جبال جُورَا الثلاثة وهي السوداء والبنية والبيضاء. جورا البيضا تكون 90 منها من كربونات الكالسيوم. ولأن الأحجار الجيرية تذوب في الماء يقوم المطر بتكسيرها وتكوين أنهار تحث الأرض تتدفق بنظام كبير من الكهوف إلى أن تتجمع معا في مكان واحد. من الصعوبة ان يكون هناكاي أنهار أو بحيرات أو أي شكل من أشكال تكون المياه على السطح في الهضاب أو المناطق المرتفعة.

## أعلام
- كريستيان ويبر